# Kraftwerk Itutinga
Das Kraftwerk Itutinga (portugiesisch Usina Hidrelétrica de Itutinga bzw. UHE Itutinga) ist ein Wasserkraftwerk im Bundesstaat Minas Gerais, Brasilien, das den Rio Grande zum Itutinga-Stausee (port. Reservatório UHE Itutinga) aufstaut. Rund fünf Kilometer flussaufwärts befindet sich das Kraftwerk Camargos.
Mit dem Bau wurde 1952 begonnen. Das Kraftwerk wurde am 11. April 1955 durch den damaligen Gouverneur von Minas Gerais Juscelino Kubitschek eingeweiht. Das Kraftwerk ist im Besitz der Companhia Energética de Minas Gerais (CEMIG) und wird auch von CEMIG betrieben.

## Absperrbauwerk
Das Absperrbauwerk besteht aus einem Staudamm auf der linken Seite sowie einer Staumauer mit Wehranlage auf der rechten Seite. Als maximale Höhe werden 23 (bzw. 25) m angegeben. Die Länge des Absperrbauwerks beträgt 550 m. Die Wehranlage mit der Hochwasserentlastung, bestehend aus 5 Toren befindet sich auf der rechten Seite. Zwischen dem Staudamm und der Wehranlage liegt ein ca. 150 m langer Kanal, der zum Maschinenhaus führt.

## Stausee
Beim normalen Stauziel von 885 m erstreckt sich der Stausee über eine Fläche von rund 1,64 km² und fasst 11 (bzw. 11,4) Mio. m³ Wasser – davon können 6,5 (bzw. 7) Mio. m³ zur Stromerzeugung genutzt werden. Das minimale Stauziel liegt bei 880 m, das maximale bei 886 m.

## Kraftwerk
Das Kraftwerk Itutinga hat mit 4 Maschinen eine installierte Leistung von 52 MW. Die ersten beiden Maschinen wurden am 11. April 1955 in Betrieb genommen, die beiden letzten am 17. September 1959 bzw. am 24. April 1960.
Die 4 Kaplan-Turbinen wurden von S. Morgan Smith und die zugehörigen Generatoren von Westinghouse geliefert. Die Turbinen des Kraftwerks leisten zweimal 12,5 sowie jeweils einmal 13 und 14 MW. Die Nenndrehzahl der Turbinen liegt bei 225/min. Die Nennspannung der Generatoren beträgt 6,9 kV. In der Schaltanlage wird die Generatorspannung von 6,9 kV mit Leistungstransformatoren auf 138 kV hochgespannt.
Der maximale Durchfluss (Ausbauwassermenge) liegt bei jeweils 53 m³/s für die Turbinen 1 und 2 sowie bei jeweils 63 m³/s für die Turbinen 3 und 4.